# Dobry Niemiec (film)
Dobry Niemiec (oryg. The Good German) – film z 2006 roku w reżyserii Stevena Soderbergha na podstawie powieści Josepha Kanona pod tym samym tytułem.

## Obsada
- Cate Blanchett – Lena Brandt
- Beau Bridges – pułkownik Muller
- George Clooney – Jake Geismar
- Dominic Comperatore – Levi
- Tony Curran – Danny
- Tobey Maguire – Tully
- Robin Weigert – Hannelore
- Brandon Keener – sprzedawca
- Dave Power – sierżant Schaeffer
- Leland Orser – Bernie Teitel
- Ravil Isaynov – generał Sikorski
- Jack Thompson – Breimer

## Nagrody i wyróżnienia
- Oscary 2006
  - Thomas Newman – Najlepsza Muzyka (nominacja)